# Pelargonium sanguineum
Pelargonium sanguineum är en näveväxtart som beskrevs av Wendl.. Pelargonium sanguineum ingår i släktet pelargoner, och familjen näveväxter. Inga underarter finns listade i Catalogue of Life.